# Walk It Talk It
Walk It Talk It – piosenka amerykańskiego tria hip hopowego Migos z gościnnym udziałem kanadyjskiego rapera Drake'a. Singel ukazał się 18 marca 2018 roku. Znajdował się na trzecim studyjnym albumie Migos Culture II (2018). Po wydaniu albumu piosenka zadebiutowała na 18. miejscu, a później osiągnąłe 10. miejsce na liście Billboard Hot 100. Piosenka została wyprodukowana przez OG Parkera i Deko.

## Pozycje na listach

### Pozycje pod koniec roku
| Lista (2018)                          | Pozycja |
| ------------------------------------- | ------- |
| Kanada (Canadian Hot 100)             | 52      |
| Portugalia (AFP)                      | 109     |
| USA Billboard Hot 100                 | 43      |
| USA Hot R&B/Hip-Hop Songs (Billboard) | 22      |
| USA Rhythmic (Billboard)              | 36      |

| Lista (2019)     | Pozycja |
| ---------------- | ------- |
| Portugalia (AFP) | 452     |

### Pozycje pod koniec tygodnia
| Lista (2018)                          | Pozycja |
| ------------------------------------- | ------- |
| Australia (ARIA)                      | 55      |
| Belgia (Ultratip Flanders)            | 10      |
| Belgia (Ultratip Wallonia)            | 13      |
| Kanada (Canadian Hot 100)             | 14      |
| Czechy (Singles Digitál Top 100)      | 63      |
| Francja (SNEP)                        | 81      |
| Niemcy (Official German Charts)       | 94      |
| Węgry (Stream Top 40)                 | 37      |
| Irlandia (IRMA)                       | 52      |
| Holandia (Single Top 100)             | 93      |
| Nowa Zelandia (Recorded Music NZ)     | 36      |
| Portugalia (AFP)                      | 35      |
| Słowacja (Singles Digitál Top 100)    | 38      |
| Szwecja (Sverigetopplistan)           | 66      |
| Szwajcaria (Schweizer Hitparade)      | 41      |
| UK Singles (OCC)                      | 31      |
| USA Billboard Hot 100                 | 10      |
| USA Hot R&B/Hip-Hop Songs (Billboard) | 7       |
| USA Rhythmic (Billboard)              | 5       |

## Certyfikaty
| Kraj                         | Certyfikat         |
| ---------------------------- | ------------------ |
| Brazylia (Pro-Música Brasil) | złota płyta        |
| Dania (IFPI Danmark)         | złota płyta        |
| Francja (SNEP)               | platynowa płyta    |
| Kanada (Music Canada)        | 2× platynowa płyta |
| Meksyk (AMPROFON)            | złota płyta        |
| Polska (ZPAV)                | złota płyta        |
| Portugalia (AFP)             | złota płyta        |
| Stany Zjednoczone (RIAA)     | 6× platynowa płyta |
| Wielka Brytania (BPI)        | złota płyta        |
| Włochy (FIMI)                | złota płyta        |